# Goncelin
Goncelin is een gemeente in het Franse departement Isère (regio Auvergne-Rhône-Alpes). De gemeente maakt deel uit van het arrondissement Grenoble. In de gemeente ligt spoorwegstation Goncelin. Goncelin telde op 1 januari 2022 2.452 inwoners. 

## Geografie
De oppervlakte van Goncelin bedroeg op 1 januari 2022 14,36 vierkante kilometer; de bevolkingsdichtheid was toen 170,8 inwoners per km². Goncelin ligt op de linkeroever van de Isère. Aan de overkant ligt Le Touvet aan de oostflank van de Chartreuse.

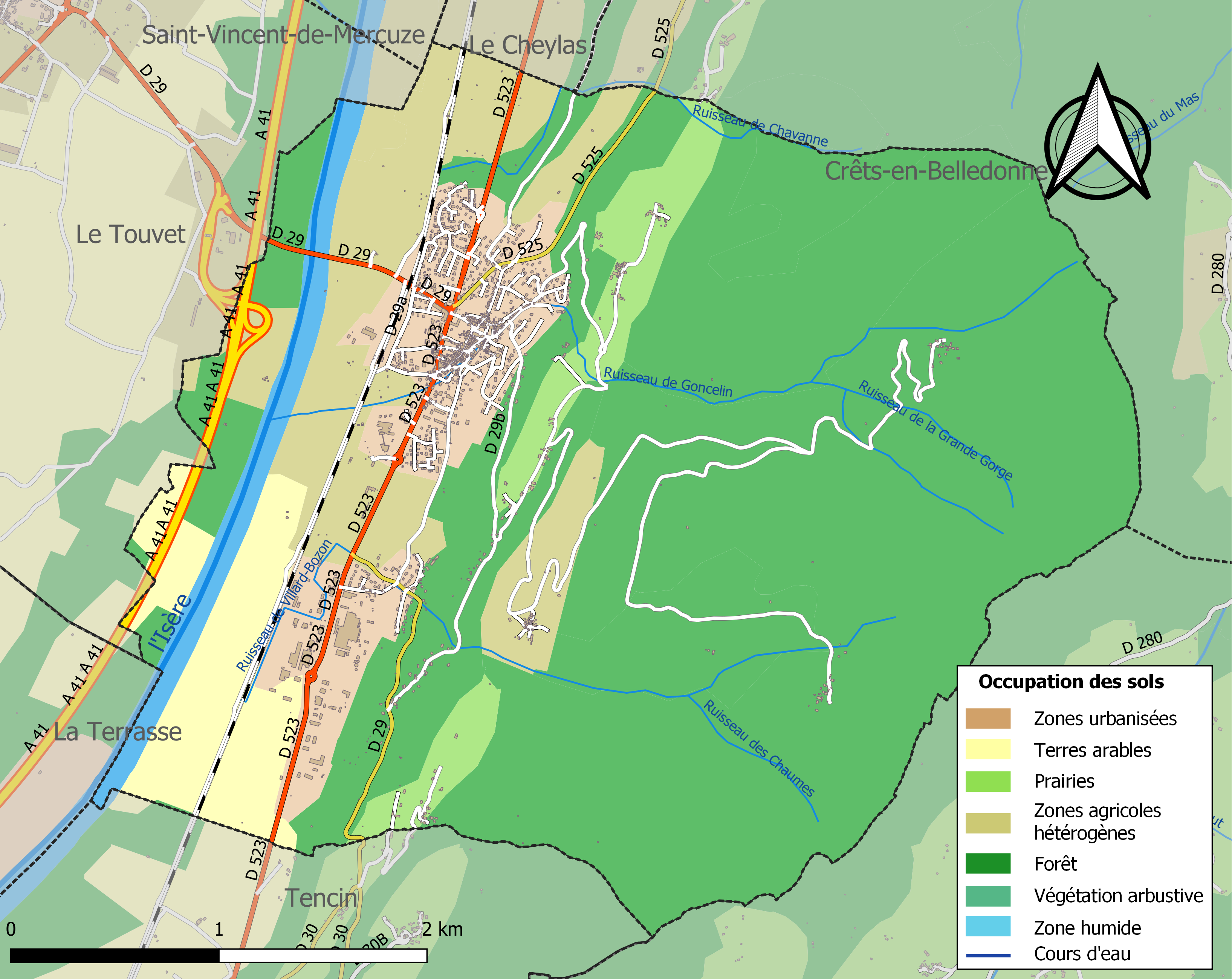
Kaart van de gemeente met de belangrijkste infrastructuur, bodemgebruik en omliggende gemeenten

## Demografie
Onderstaande figuur toont het verloop van het inwonertal (bron: INSEE-tellingen).